# Heropvoedingsinstelling
Een heropvoedingsinstelling is een openbare instelling die formeel tot doel heeft, personen met sociaal ongewenst gedrag herop te voeden zodat ze uiteindelijk in de maatschappij kunnen re-integreren. Het veelal onaangename beleid verleent er veelal de allure van straf aan, hoewel het officieel geen strafinrichtingen betreft.

## Politieke heropvoeding
Vooral in regimes met een totalitaire staatsideologie (zoals het stalinisme) kan als alternatieve straf, of zelfs als 'preventieve' administratieve maatregel zonder proces, wegens politiek onaanvaardbaar gedrag (of zelfs opinies) een verblijf worden opgelegd in een gesloten inrichting met fysieke kenmerken die bij een gevangenis horen, en daarenboven een verplicht programma van 'heropvoeding', dat neerkomt op indoctrinatie met methoden zoals zelfbeschuldigings- en verkliksessies. Veelal betreft het werkkampen, zoals in het systeem heropvoeding door werk van de Volksrepubliek China, waar onvoldoende loyaliteit aan het maoïsme bij wijze van 'laatste waarschuwing' een paar jaar dwangarbeid zonder proces kan kosten.

## Pedagogische heropvoeding
Ook in landen met een tolerant politiek regime bestaan vaak verbeteringsgestichten: speciale inrichtingen om probleemjongeren die als gevaarlijk ontspoord en onaangepast gelden alsnog pogen op te voeden voor ze als volwassenen veroordeeld dreigen te worden tot de 'echte' gevangenis. Deze gesloten educatieve instellingen hebben doorgaan het karakter van een strenge kostschool gekruist met een jeugdgevangenis. Soms zijn/waren ze berucht vanwege een bikkelhard disciplinair regime, zoals de Britse borstals, die bekend stonden om de harde lijfstraffen en werden vervangen door approved schools. Benamingen die naar de onderwijsfunctie verwijzen zijn soms eufemismen voor 'staatskostscholen' die meer weg hebben van een werkkamp. Er bestaan ook instellingen die tegelijk jongeren opnemen die enkel slachtoffer zijn, zoals een Nederlands jeugdzorginternaat.